# Тавуллия
Тавуллия (итал. Tavullia) — коммуна в Италии, располагается в регионе Марке, в провинции Пезаро-э-Урбино.
Население составляет 7527 человек (2008 г.), плотность населения составляет 178 чел./км². Занимает площадь 42 км². Почтовый индекс — 61010. Телефонный код — 0721.
Покровителем коммуны почитается святой Лаврентий, празднование 10 августа.

## Демография
Динамика населения:

## Администрация коммуны
- Официальный сайт: http://www.comuneditavullia.it/